# 九澳村 (巴士總站)
九澳村（葡萄牙語：Povoação de Ká-Hó）位於路環東北部古老村落的一個終點站。新福利15S路線以本站為起點站；新福利15路線途經此站。

## 沿革
- 九澳村是澳門所有巴士站中較為偏僻的目的地，目前只有新福利經營的15和15S路線前往該站。
- 2011年8月1日前，15路線由澳巴經營，班次為75分鐘一班，澳門街坊總會氹仔社區中心工作人員批評，15路線作為唯一連接九澳的巴士路線，但班次極疏、而且黃昏六時已開出末班車，令居於九澳村的長者長年困守九澳甚至不敢外出，長期留待家中，看電視消磨日子，令日常生活變得單調枯燥，嚴重影響生活質素。

## 歷史
- 2011年8月1日前，15路線班距為75分鐘。
- 2011年8月1日後，15路線班距調整至35分鐘。
- 2016年7月2日，本站更改葡文站名為。[1]
- 2022年3月15日至2022年7月2日，因九澳村路電纜鋪設工程，本站暫停使用，15路線臨時以“九澳聖若瑟學校”站為總站。[2]
- 2022年5月28日起，15路線由雙向線調整為循環線，以本站為循環點，但因工程關係，本線維持以「九澳聖若瑟學校」為臨時循環點至2022年7月2日。[3]
- 2023年9月1日，配合九澳村居民及學童的出行需要，15S路線開返，由本站前往「海洋花園」站。[4][5][6]

## 設施

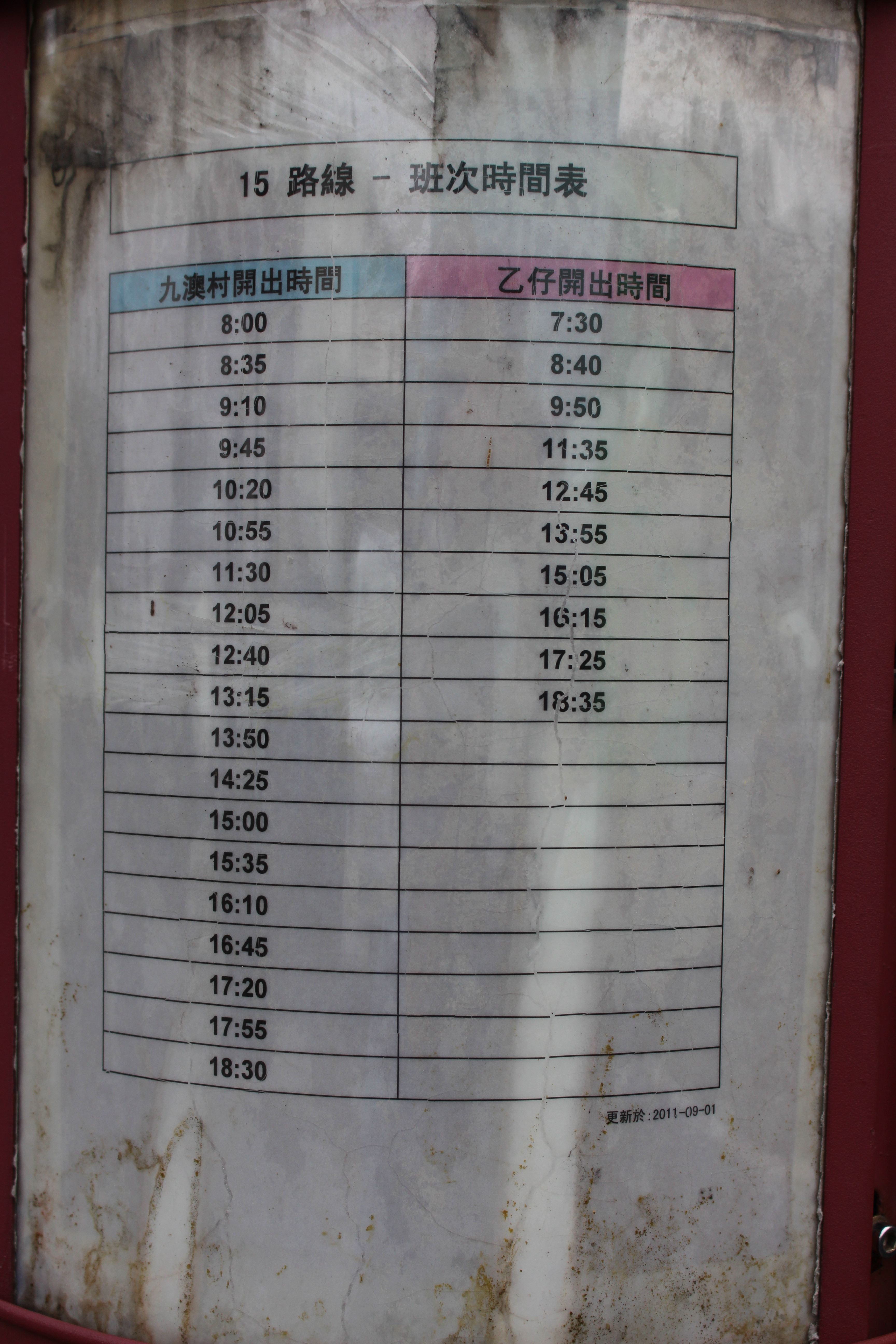
澳巴經營時期的九澳村站班次時間表

- 行車指示牌
- 班次時間表

## 各車道安排
- 只有一條車道。

## 路線資料

### 起點站路線資料
| 新福利 | 15S | 九澳村 | → 海洋花園 | - 石排灣公屋群 - 蓮花海濱大馬路（百老匯、皇庭海景酒店） - 氹仔市區（中央公園、氹仔CTM） | 15路線特班車 平日指定時段服務 例假日及公眾假期停駛 |

### 途經路線資料
| 新福利 | 15 | ↺ 九澳村 | 海洋花園 | - 黑沙（鷺環海天酒店、郊野公園、黑沙村、海灘） - 海蘭花園（蘭苑） - 竹灣（豪園、海灘、燒烤公園） - 路環（少年感化院、市區、警察訓練營） - 聯生圓形地 - 金峰南岸（金譽峰） - 石排灣公屋群 - 路氹連貫公路（新濠影匯、巴黎人、威尼斯人） - 氹仔嘉樂庇馬路（龍環葡韻、信虹花園） - 氹仔舊城區（嘉模泳池、官也街、氹仔中葡小學、地堡街） - 澳門運動場 - 賽馬會及柯維納馬路（ 輕軌馬會站） - 氹仔海濱花園（ 輕軌海洋站） |

## 外部連結
- 新福利官方網站 （繁體中文） （页面存档备份，存于）